# セルジオ・オリバ
セルジオ・オリバ（Sergio Oliva, 1941年7月4日-2012年11月12日）は、キューバ共和国グアンタナモ出身の、1960年代から1970年代に活躍したボディビルダー、警察官。

## 来歴
オリバが生誕した当時、キューバはキューバ革命の真っ只中であった。
生家は決して裕福ではなく、12歳の頃からサトウキビ畑で父と共に働いていた。
16歳の時に反共軍に参加するもキューバ革命は成功に終わり、革命が終わり目的の無くなったオリバは日々地元の海で時間を潰すようになり、現代で言うニートのような日々を過ごしていた。
そんなオリバは友人の誘いで通い始めた地元のウエイトリフティングクラブで才能を見出され、ウエイトリフターとしての活動を開始。
ウエイトリフティングの大会でジャマイカに滞在していたオリバは宿を抜け出しそのままアメリカに亡命した。
その後ボディビルを始め、1967年から1969年のミスター・オリンピアを3連覇。特に1968年は他の出場者たちがオリバに勝利する自信がないことから続々出場辞退し、不戦勝での優勝となった。
亡命から日が浅い若手時代はテレビの修理士やトラックの積み下ろしなどの肉体労働を半日以上こなしてから3時間のトレーニングを行い、トレーニングの後は語学学校で勉強をしていた。
1973年にIFBBの出場資格を剥奪され、永らく他団体で活動していたが、出場資格剥奪から12年後の1984年、招待を切っ掛けにオリンピアに復帰。
1985年に44歳でボディビルを引退。
引退後は現役時代の1975年から行っていたシカゴの警察官の職務に引き続き従事し、2003年まで勤務。引退後も14時間の勤務の後にトレーニングをこなす現役時代と変わらぬバイタリティを発揮した。
晩年の数ヶ月は腎不全で人工透析を受けていた。公式発表された死因は心臓発作。
息子のセルジオ・オリバ・ジュニアもボディビルダーである。

## 人物
歴代のミスター・オリンピア優勝者の中でもとりわけプロポーションに優れ、22インチ(56cm)近くの上腕、56インチ（142cm）の胸囲、縊れた29インチ（73.7cm）のウエスト、30インチ(76.2cm)の筋量豊富な脚が武器であった。
オリバはアーノルド・シュワルツェネッガーとミスター・オリンピアで直接対決して優勝を果たした人物でもある。
1986年に当時の妻から至近距離で38口径のリボルバー五発を打ち込まれたが、手負いの状態で自ら車を運転して病院に治療を受けに行き、事無きを得ている。